# Kyo (zanger)
Kyo (京, Kyō) (Kyoto, 16 februari 1976) is een Japanse singer-songwriter, dichter en producer. Hij is vooral bekend als zanger van de band Dir en grey, waar hij al sinds de oprichting in 1997 bijzit. Hij heeft nog een jongere broer en zus.

## Biografie
Kyo wilde al op jonge leeftijd een carrière in de muziek. Daarom leverde hij een blanco test in bij het toelatingsexamen voor de hogere school. Hij speelde eerst bij bands als Tsuki Shoyu, Visun en Haijin Kurobarazoku.
Hoewel Kyo maar een handvol van Dir en grey’s nummers heeft gecomponeerd, heeft hij wel voor al hun nummers de teksten geschreven. Zijn teksten hebben vaak een negatieve ondertoon, en gaan over duistere of doorgaans geschuwde onderwerpen zoals een seksuele obsessie ("Zomboid"), mishandeling ("Berry"), en massamedia ("Mr. Newsman"). Een aantal van zijn nummers gaan over specifieke Japanse zakenn, zoals de algemene houding tegenover abortus ("Mazohyst of Decadence" aed"Obscure"). Tevens zitten zijn teksten vaak vol dubbele betekenissen.
Hij staat tevens bekend om zijn podiumacts. Zo houdt hij er niet alleen van om energiek en emotioneel over te komen, maar ook om zijn publiek soms te choqueren met make-up in de vorm van zware brandwonden, of verschillende vormen van zelfverminking op het podium zoals kloppen met zijn microfoon op zijn borstkas tot snijden in zijn arm of fish-hooking. In de loop van zijn carrière is Kyo dan ook al meerdere malen in het ziekenhuis beland. In 2000 werd hij opgenomen wegens hoorproblemen, en in 2006 vanwege ontstoken stembanden. In 2002 viel hij flauw op het podium.